# Jean-Baptiste Alphonse Karr
Jean-Baptiste Alphonse Karr (24 de noviembre de 1808-29 de septiembre de 1890) fue un crítico, periodista y novelista francés. 

## Biografía
Karr nació en París. Su hermano Eugène fue un talentoso ingeniero, su hija, Thérèse Alphonse Karr (1835-1887), fue autora de varias obras educativas y su sobrina Carmen Karr fue una escritora y periodista en La Roche-Mabile.
Después de cursar sus estudios en el Collège Bourbon, Jean-Baptiste pasó a ser maestro allí. Algunas de sus novelas, incluyendo la primera, Sous les Tilleuls (1832), fueron romances autobiográficos. Al año siguiente se publicó una segunda novela, Une heure trop tard, y fue continuada por varias obras más, muy populares. Su Vendredi soir (1835) y Le Chemin le plus court (1836) continuaron con la tradición de los romances autobiográficos, con el cual había logrado su primer éxito. Geneviève (1838) es una de sus mejores historias, y su Voyage autour de mon jardin (1845), según sus críticos, mereció su popularidad. Otras obras fueron Feu Bressier (1848), y Fort en thème (1853), la cual influenció la estimulación de las reformas educativas.
Escribió gran número de libros satíricos y humorísticos.
En 1839 Alphonse Karr comenzó a trabajar como editor en Le Figaro, al cual había contribuido constantemente; también publicó un periódico mensual, Les Guêpes, de tono satítico, una publicación que le dio la reputación de tener un carácter amargo. Las frases que incluyó en sus periódicos son citadas con frecuencia en el habla cotidiana, como por ejemplo "Plus ça change, plus c'est la même chose"—"Cuanto más cambia algo, más se parece a lo mismo" (Les Guêpes, enero de 1849). En su propuesta de abolir el castigo capital, escribió "je veux bien que messieurs les assassins commencent"—"dejen a los caballeros que cometen los asesinatos dar el primer paso".
En 1848 fundó Le Journal. En 1855 fue a vivir a Niza, en donde se dedicó a la floricultura y le otorgó su nombre a numerosas variedades nuevas de flores, como la dalia. Incluso prácticamente fundó el mercado de cortar flores en la Riviera francesa. También era devoto de la pesca, y en Les Soirées de Sainte-Adresse (1853) y Au bord de la mer (1860) implementó sus experiencias. Sus memorias, Livre de bord, fueron publicadas en 1879-1880. Falleció en Saint-Raphaël (Var).

## Novelas
- Sous les tilleuls (1832)
- Une heure trop tard (1833)
- Vendredi soir (1835)
- Le chemin le plus court (1836)
- Geneviève (1838)
- Voyage autour de mon jardin (1845)
- Feu Bressier (1848)
- Fort en thème (1853)
- Les soirées de Sainte-Adresse (1853)
- Au bord de la mer (1860)
- Une poignee de vérités (1866)
- Livre de bord (1879-80)

## Legado
Su historia corta Les Willis fue la base de la ópera de Giacomo Puccini titulada Le Villi (1884).